# Sisyrinchium radicatum
Sisyrinchium radicatum är en irisväxtart som beskrevs av Eugene Pintard Bicknell. Sisyrinchium radicatum ingår i släktet gräsliljor, och familjen irisväxter. Inga underarter finns listade i Catalogue of Life.

## Bildgalleri

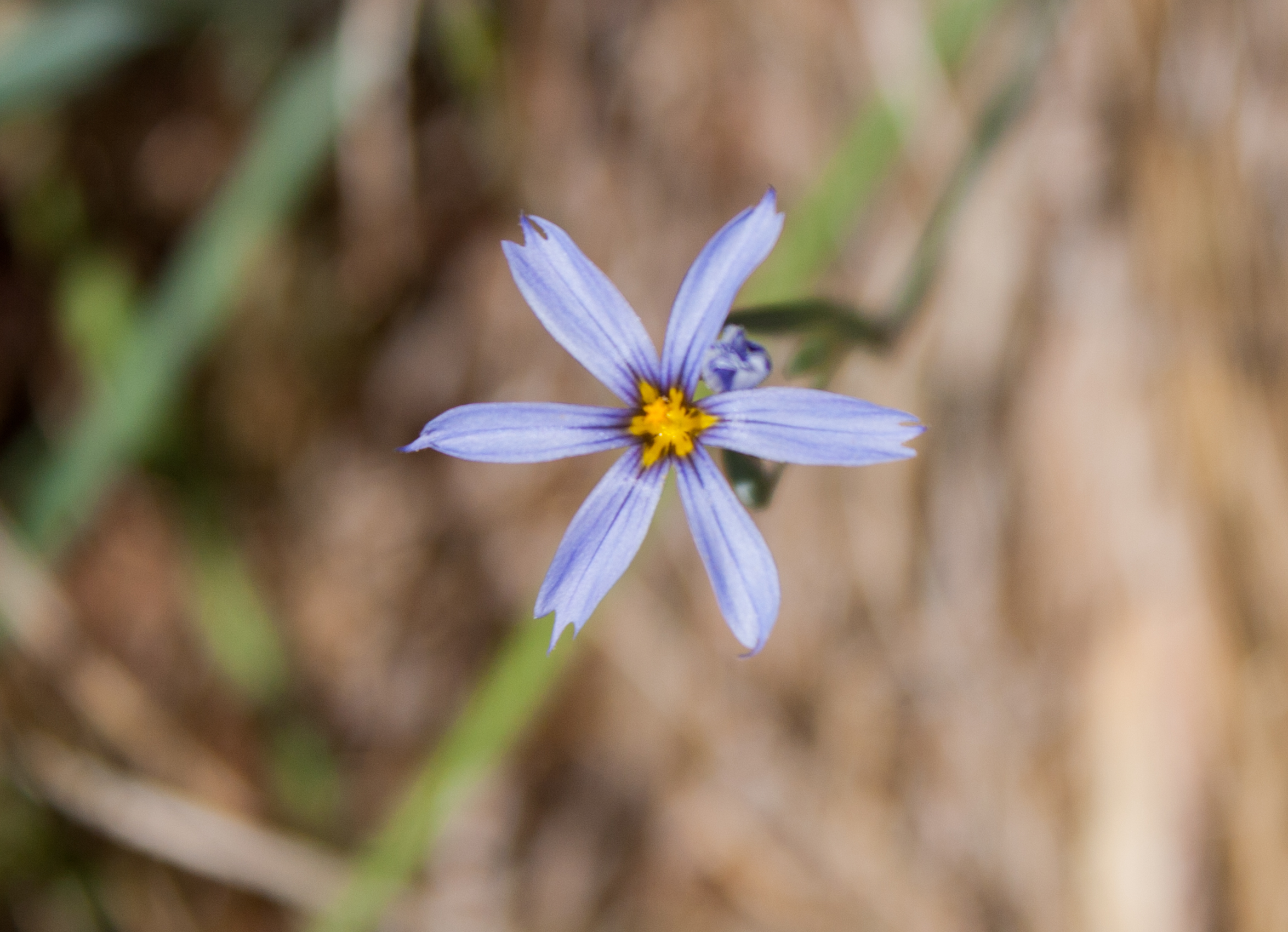